# Aleksey Semyonovich Zhadov
Aleksey Semyonovich Zhadov (tiếng Nga: Алексе́й Семёнович Жа́дов; 1901-1977), họ khai sinh là Zhidov (tiếng Nga: Жи́дов) là một tướng lĩnh Hồng quân Liên Xô trong Chiến tranh Vệ quốc vĩ đại, Anh hùng Liên Xô. Ông từng chỉ huy Tập đoàn quân 66, về sau được đổi tên thành Tập đoàn quân cận vệ 5. Sau chiến tranh, Zhadov chỉ huy Nhóm Lực lượng Trung tâm và là Phó Tư lệnh Lực lượng Mặt đất Liên Xô.

## Thiếu thời
Nguyên họ gốc của ông là Zhidov (tiếng Nga: Жи́дов), sinh ngày 30 tháng 3 năm 1901 tại làng Nikolskoye, quận Sverdlovsky Orel Oblast (nay là Sverdlovsk). Xuất thân trong trong một gia đình nông dân Nga nghèo đông con (7 người con), ông chỉ đi học được một thời gian ngắn ở trường giáo xứ. Từ năm 8 tuổi, ông bắt đầu làm chăn cừu để phụ giúp gia đình.
Từ tháng 5 năm 1919, ông tình nguyện gia nhập Hồng quân, được phân công về Sư đoàn bộ binh 45, nhưng trên đường ra mặt trận thì mắc bệnh sốt phát ban, phải nằm điều trị ở bệnh viện mấy tháng. Sau khi bình phục vào tháng 4 năm 1920, ông được cử đi học và năm 1920, ông tốt nghiệp khóa 4 kỵ binh Oryol.

## Tham gia Nội chiến
Zhidov tham gia chiến đấu trong Nội chiến Nga từ năm 1920, trong biên chế Trung đoàn kỵ binh 62 thuộc Sư đoàn kỵ binh 11, Quân đoàn kỵ binh 1. Ông từng tham chiến ở Mặt trận phía Nam chống lại quân Bạch vệ Wrangel, quân nổi loạn Ukraina Nestor Makhno, các băng đảng thổ phỉ ở Belarus. Năm 1921, ông được gửi đến Turkestan, nơi ông đã chiến đấu chống lại thổ phỉ Basmachi trong khoảng 3 năm, bị thương nặng. Ông gia nhập CPSU (b) / CPSU từ năm 1921.

## Giữa hai chuộc chiến
Sau Nội chiến, ông là chỉ huy một trung đội kỵ binh trong Sư đoàn bộ binh 48 của Quân khu Moskva. Năm 1929, ông tốt nghiệp các khóa học chính trị-quân sự ở Moskva. Từ tháng 8 năm 1929, ông công tác tại Sư đoàn kỵ binh 14 trong cùng quân khu.
Zhidov tốt nghiệp Học viện Quân sự Frunze năm 1934. Từ tháng 5 năm 1934, ông là Tham mưu trưởng Trung đoàn kỵ binh 61 thuộc Sư đoàn kỵ binh đặc biệt mang tên I.V. Stalin tại Moskva, và từ tháng 11 năm 1935 - Tham mưu trưởng Phòng 1 của bộ chỉ huy sư đoàn này. Từ tháng 4 năm 1936, ông phục vụ trong Thanh tra kỵ binh của Hồng quân với tư cách là trợ lý và phó thanh tra thứ nhất của kỵ binh.
Tháng 6 năm 1940, ông được điều động làm chỉ huy Sư đoàn kỵ binh sơn cước Turkestan số 21 tại Quân khu Trung Á, đóng tại thành phố Chirchik, Uzbek. Cuối tháng 5 năm 1941, ông được thăng cấp chỉ huy Quân đoàn dù 4 đóng tại Pukhovichi thuộc Quân khu đặc biệt phía Tây, cơ quan quản lý quân sự của Cộng hòa Xã hội chủ nghĩa Xô viết Byelorussia. Mặc dù chủ yếu phục vụ trong kỵ binh trong 21 năm, nhưng thời gian chỉ huy một đơn vị dù là một dấu mốc lớn trong đời binh nghiệp của ông.

## Đức xâm lược Liên Xô năm 1941
Trong cuộc xâm lược của Đức vào Liên Xô vào ngày 22 tháng 6 năm 1941, Thiếu tướng Aleksey Zhadov đang trên đường đi tàu đến Tashkent để đến chỗ của Quân đoàn Dù 4, khi đó thuộc Phương diện quân Tây. Khi đến Moskva vào sáng ngày 24 tháng 6, ông mong được nghe tin tức rằng cuộc tấn công của quân Đức nhanh chóng bị đẩy lùi và cuộc chiến sẽ chuyển sang lãnh thổ Đức, nhưng thay vào đó ông lại được thông báo rằng lực lượng Liên Xô ở khu vực biên giới bị đẩy lùi và liên lạc giữa các đơn vị và chỉ huy bị hỏng. Ngày hôm sau, ngày 25 tháng 6, ông lên tàu đi Minsk, thủ đô của Cộng hòa Xã hội Chủ nghĩa Xô viết Belorussia. Trên chuyến tàu, ông gặp Đại tá Nikolay Fyodorovich Naumenko, người đang trên đường đến trụ sở của Lực lượng Không quân Phương diện quân Tây. Sau một cuộc không kích của quân Đức khi tàu đang ở Orsha, việc chi viện trên đường sắt đã bị hủy bỏ. Ông và Naumenko sau đó tiếp tục đi xe tới Barysaw một cách chậm chạp do việc sử dụng đèn pha bị cấm. Họ thường bị giảm tốc độ do giao thông đông đúc nên di chuyển theo hướng ngược lại và cũng phải liên tục né tránh các cuộc không kích của quân Đức.
Ngày 27 tháng 6, các đơn vị thiết giáp của Cụm Tập đoàn quân Trung tâm Đức tiến đến ngoại ô Minsk. Zhadov và Naumenko, thay vì tiếp tục đến Minsk từ Borisov, phải đi về phía đông nam đến sở chỉ huy của Phương diện quân Tây đặt tại một khu rừng gần Mogilev. Sáng ngày 28 tháng 6, ông báo cáo với Tư lệnh Phương diện quân Tây, tướng Dmitry Pavlov, người sau đó đã thông báo tình hình lại cho ông: "Tình hình phức tạp, khó khăn và quan trọng nhất là không rõ ràng." Các lực lượng của Phương diện quân Tây đang bị các đơn vị của Cụm Tập đoàn quân Trung tâm Đức tấn công trong Trận Białystok–Minsk.
Minsk rơi vào tay quân Đức ngày 28 tháng 6, dẫn đến việc hầu hết các đơn vị của Phương diện quân Tây bị bao vây. Cùng ngày hôm đó, Pavlov ra lệnh cho Lữ đoàn dù 214 thuộc Quân đoàn dù 4 mở một cuộc tấn công đổ bộ đường không yểm trợ cho Quân đoàn cơ giới 20 của Thiếu tướng Andrey Nikitin nhằm vào đường tiếp tế cho Tập đoàn thiết giáp số 2 của tướng Heinz Guderian, nhưng lại có rất ít thông tin về tình trạng của Quân đoàn dù 4 hoặc vị trí chính xác của nó. Ngày 27 tháng 6, quân đoàn được lệnh của Bộ chỉ huy Phương diện quân Tây rút về khu vực sông Berezina bên ngoài vòng vây của quân Đức, do đó, Zhadov phải lái xe xuống khu vực này với hy vọng tìm thấy bất kỳ nhân viên nào từ sở chỉ huy của đơn vị. Lúc đầu, ông không thể xác định được vị trí đơn vị của mình, nhưng sau một vài lần tìm kiếm nữa, ông đã liên lạc được và đến đơn vị vào đêm 29 tháng 6.
Khi Zhadov vắng mặt, Tham mưu trưởng quân đoàn, Đại tá Aleksandr Kazankin đang chỉ huy đơn vị và bắt đầu chuẩn bị thực hiện mệnh lệnh của Pavlov vào ngày 28 tháng 6. Vào ngày 30 tháng 6, Lữ đoàn Dù 214 bắt đầu cuộc tấn công, nhưng vì thiếu số máy bay cần thiết để thực hiện cuộc tấn công đổ bộ đường không mà họ phải triển khai quân bằng xe tải. Lữ đoàn không liên kết được với Quân đoàn cơ giới 20, và cả hai đơn vị đều bị Tập đoàn thiết giáp số 2 đánh bại dễ dàng. Những người còn sót lại của lữ đoàn đã chiến đấu trong 3 tháng ở hậu phương Đức và ở tiền tuyến cùng với các đơn vị Liên Xô khác. Trong suốt tuần đầu tiên của tháng 7, các Lữ đoàn Dù 7 và 8 của Quân đoàn Dù 4 đã phòng thủ dọc theo bờ sông Berezina. Nhưng đến ngày 7 tháng 7, Sư đoàn thiết giáp số 3 và 4 của Đức đã tiến đến sông Dnepr, nằm xa phía sau của hai lữ đoàn dù của Zhadov, trong khi cả hai vẫn giữ vị trí dọc theo sông Berezina. Do đó, các đơn vị của Zhadov rút về hướng sông Dnepr để tránh bị cắt đứt hoàn toàn, và đến ngày 13 tháng 7 đã hợp sức với lực lượng Liên Xô phòng thủ dọc sông. Cuối tháng 9, tàn quân của Lữ đoàn dù 214 bị mắc kẹt trong vòng vây trận Kiev, nhưng vào ngày 24 tháng 9 năm 200 binh sĩ đã thoát vây và đến được phòng tuyến của Liên Xô gần Lebedyn. Ngày 28 tháng 9, những người sống sót về lại được quân đoàn tại Căn cứ Không quân Engel gần Moskva.

## Trận Moskva
Bắt đầu từ ngày 2 tháng 8 năm 1941, ông giữ chức vụ Tham mưu trưởng Tập đoàn quân 3, do Trung tướng Vasily Kuznetsov chỉ huy, tham gia trận chiến ở Mátxcơva.

## Phòng thủ chiến lược Stalingrad
Tháng 5 năm 1942, ông nắm quyền chỉ huy Quân đoàn kỵ binh 8 của Phương diện quân Bryansk. Tháng 10 năm 1942, ông được điều động chỉ huy Tập đoàn quân 66 của Phương diện quân Sông Don, và giữ cương vị này cho đến cuối cuộc chiến. Tập đoàn quân đã tham gia trận Stalingrad và được đổi tên thành Tập đoàn quân Cận vệ 5 vì những thành tích trong trận này.
Trong thời gian này, ngày 25 tháng 11 năm 1942, ông đã đổi họ của mình từ "Zhidov" thành "Zhadov" theo yêu cầu của Stalin.. Theo giả thuyết, họ gốc Zhidov (Жи́дов) vốn đồng âm và dễ nhầm lẫn với từ "zhidov" (жидов) trong tiếng Nga, vốn có nghĩa là "của người Do Thái". Mặc dù vậy, Zhadov trên thực tế là người gốc Slav.

## Trận Kursk
Tháng 4 năm 1943, Tập đoàn quân Cận vệ 5 được chuyển thuộc Phương diện quân Thảo Nguyên, và sau đó là Phương diện quân Voronezh vào ngày 8 tháng 7 trong Trận Vòng cung Kursk. Tập đoàn quân đã tham gia một trong những trận đánh xe tăng lớn nhất trong lịch sử quân sự, Trận Prokhorovka. Vào đêm trước diễn ra trận đánh xe tăng, tập đoàn quân của ông không có xe tăng và thiếu đạn pháo nghiêm trọng. Mặc dù báo cáo rằng đơn vị ông không thể hỗ trợ cuộc phản công của Liên Xô dẫn đến trận Prokhorovka, nhưng sự thất bại của cuộc phản công được đổ lỗi cho ông. Tập đoàn quân sau đó tiếp tục thực hiện thành công trong Chiến dịch phản công Belgorod-Kharkov trong giai đoạn sau của Trận Kursk, và ông được trao tặng Huân chương Cờ đỏ vì thành tích trong trận Kursk.

## Các chiến dịch của Liên Xô năm 1944–1945
Trong những diễn biến sau đó, tập đoàn quân của ông đã tham gia vào các chiến dịch Dnieper – Karpat, Lvov – Sandomierz, Wisla-Oder và Praha. Ông được phong tặng danh hiệu Anh hùng Liên Xô vào ngày 6 tháng 4 năm 1945.
Ngày 25 tháng 4 năm 1945, Sư đoàn súng trường Cận vệ 58 của Tập đoàn quân Cận vệ 5 của Zhadov đã tiếp cận với Sư đoàn bộ binh 69 của Tập đoàn quân số 1 Hoa Kỳ tại sông Elbe, chia đôi khu vực kiểm soát nước Đức theo thỏa thuận trước đó của các lãnh đạo Đồng minh. Vào ngày 27 tháng 4 bên bờ sông Elbe, Lễ bắt tay chính thức tại Torgau đã được ghi lại trước ống kính. Vào ngày 30 tháng 4, Zhadov đã tổ chức một bữa tiệc chiến thắng náo nhiệt cho các chỉ huy và sĩ quan của Tập đoàn quân số 1 Hoa Kỳ và Tập đoàn quân cận vệ 5 của ông, bao gồm một bữa tiệc linh đình. Trong bữa tiệc, ông đã trao tặng Tư lệnh Tập đoàn quân số 1, tướng Courtney Hodges, tấm bảng của Tập đoàn quân cận vệ 5 nhận được từ lãnh đạo Liên Xô đương nhiệm Iosif Vissarionovich Stalin, và Hodges đã đáp lại bằng cách tặng lá cờ của Tập đoàn quân số 1 cho ông.

## Sau chiến tranh
Sau Thế chiến thứ hai, ông giữ chức Phó Tổng tư lệnh Lực lượng Mặt đất Liên Xô từ năm 1946 đến năm 1949, và là người đứng đầu Học viện Quân sự MV Frunze từ năm 1950 đến năm 1954. Từ năm 1954 đến năm 1955, ông là Tổng tư lệnh Cụm lực lượng Trung tâm, và từ năm 1956 đến năm 1964 giữ chức Phó Tổng tư lệnh thứ nhất Lực lượng Mặt đất Liên Xô. Tháng 9 năm 1964, ông trở thành Phó Chánh Thanh tra thứ nhất Bộ Quốc phòng Liên Xô. Ông xuất ngũ năm 1969.
Ông qua đời ngày 10 tháng 11 năm 1977 và được an táng tại Nghĩa trang Novodevichy ở Moskva. Hồi ký chiến tranh của ông, Четыре года войны ("Bốn năm chiến tranh"), được xuất bản vào năm sau đó vào năm 1978.

## Giải thưởng quân sự
- Anh hùng Liên Xô,
- 3 Huân chương Lenin
- Huân chương Cách mạng Tháng Mười,
- 5 Huân chương Cờ đỏ,
- 2 Huân chương Suvorov hạng Nhất,
- Huân chương Kutuzov hạng Nhất
- Huân chương Sao đỏ.[1]

## Lược sử cấp bậc
- Thiếu tá (22.12.1935)
- Đại tá (17.02.1938)
- Lữ đoàn trưởng (Комбриг; 04.11.1939)
- Thiếu tướng (04.06.1940).
- Trung tướng (27.01.1943).
- Thượng tướng (25.09.1944).
- Đại tướng (08.08.1955).